# ローラン級数
ローラン級数（ローランきゅうすう、英: Laurent series）とは負冪の項も含む形での冪級数としての関数の表示のことである。テイラー級数展開できない複素関数を表示する場合に利用される。ローラン級数の名は、最初の発表が1843年にピエール・アルフォンス・ローランによってなされたことに由来する。ローラン級数の概念自体はそれより先の1841年にカール・ワイエルシュトラスによって発見されていたが公表されなかった。

特定の点 c および閉曲線 γ に関して定義されたローラン級数。 積分路である γ は赤で塗ったアニュラスの内側に載っており、アニュラスの内側で f(z) は正則である

## 定義
複素関数 f(z) の点 c の周りでの（あるいは点 c を中心とする）ローラン級数は以下で与えられる：
{\displaystyle f(z)=\sum _{n=-\infty }^{\infty }a_{n}(z-c)^{n}}
ここで、an は複素線積分
{\displaystyle a_{n}={\frac {1}{2\pi i}}\oint _{\gamma }{\frac {f(\zeta )\,dz}{(\zeta -c)^{n+1}}}.}
によって与えられる定数である。負冪の部分、すなわち
{\displaystyle \sum _{n=-\infty }^{-1}a_{n}(z-c)^{n}}
をローラン級数の主要部という。
積分路 γ は点 c を内部に含む自己交差を持たない反時計回りの有限長閉曲線で、f(z) が正則であるようなアニュラス A 上にとる。f(z) に対するこの展開はこのアニュラスの内部であればどこでも有効である。 
実際に上記の積分公式を用いてローラン級数を計算することは、積分計算が困難であるなどの理由から稀であって、代わりに既に知られたテイラー展開を組み合わせる方法に依ることが多い。an や c といった定数は複素数に取ることが主である。他のものである可能性もあるがそれについては後に譲る。

## ローラン級数の収束性
複素係数ローラン級数は複素解析における、殊に特異点の周りでの関数の振る舞いを調べる重要な道具である。

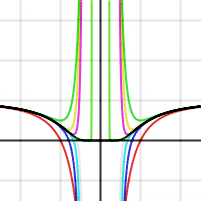
e^{−1/x²}（黒）およびその近似式
における n を 1, 2, 3, 4, 5, 6, 7 および 50 とするのに応じた式をそれぞれ対応する色を用いて示してある。負冪の項の増加につれもとの関数に近づく。 n → ∞ とすれば特異点である x = 0 を除く各点で近似されていく様子が分かるだろう。

例えば、関数 f(x) = e−1/x² を考える。ただし、f(0) = 0 と置く。実関数としては、これは各点で無限回微分可能である。一方、複素関数としてはこれは点 x = 0 において微分可能ではない。 指数関数のテーラー展開に −1/x2 を代入することにより、得られるローラン級数が収束すること、およびそのローラン級数が特異点である x = 0 を除く各複素数点 x において f(x) と一致することなどが確かめられる。
さらに一般に、ローラン級数はアニュラス上定義された正則関数を表示するのに用いられる。これは円板 (disk) 上定義された正則関数が冪級数で表されるのと同様である。さて、
{\displaystyle \sum _{n=-\infty }^{\infty }a_{n}(z-c)^{n}}
を与えられたローラン級数で、複素数の係数 an を持ち、中心 c も複素数とする。ここで、内半径r および外半径 R が一意的に存在して以下を満たす： 
- 与えられたローラン級数が開アニュラス A := {z | r < |z − c| < R} 上で収束する。ここでローラン級数が収束するというのは、正冪部分の冪級数と負冪部分の級数（を w = 1 / (z − c) の冪級数と見たもの）がともに収束することを意味する。さらにいえばこの収束性は広義一様収束（任意のコンパクト部分集合上で一様）である。また、収束ローラン級数はこの開アニュラス上で正則な関数 f(z) を定義する。
- 上記の開アニュラス A の外側では与えられたローラン級数は発散する。つまり、A の外部の点においては正冪部分か負冪部分の冪級数が発散する。
- アニュラス A の境界上では、内側の境界と外側の境界（というのは一般的な言い方ではないけれども）のそれぞれで f(z) が滑らかに繋がらない点が少なくとも一つずつ存在する。

もちろん、r が 0 に取れることも R が無限大に取れることもある。それとは反対に、必ずしも r < R である必要もない。これらの半径は
{\displaystyle r=\limsup _{n\rightarrow \infty }|a_{-n}|^{1 \over n}}
{\displaystyle {1 \over R}=\limsup _{n\rightarrow \infty }|a_{n}|^{1 \over n}}
によって計算することができる。後者の上限が 0 であるときに R を無限大としてとる。
上記の議論とは逆に、アニュラス A = {z |  r < |z − c| < R} と A 上定義された正則関数  f(z) から始めるなら、c を中心とし、少なくとも A 上では収束するローラン級数で f(z) を表すものが一意的に存在する。
例として、関数
{\displaystyle f(z)={1 \over (z-1)(z-2i)}}
を考える。この関数は分母が 0 になるために関数が定義できない点として z = 1 と z = 2i を特異点としてもつ。z = 0 におけるテイラー級数は半径 1 の円板上で収束するので、収束円の境界は特異点である z = 1 に「ぶつかる」。一方、z = 0 のまわりでのローラン展開というのは z の属する領域に応じて三種類可能である。
- 一つは |z| < 1; なる円板上で定義されるもので、これは上記テイラー級数と同じものである：
{\displaystyle f(z)={\frac {1+2i}{5}}\sum _{k=0}^{\infty }\left({\frac {1}{(2i)^{k+1}}}-1\right)z^{k}}.
- 別な一つは 1 < |z| < 2 なる二つの特異点の間にあるアニュラス上で定義されるもので、以下のようになる:
{\displaystyle f(z)={\frac {1+2i}{5}}\left(\sum _{k=1}^{\infty }{\frac {1}{z^{k}}}+\sum _{k=0}^{\infty }{\frac {1}{(2i)^{k+1}}}z^{k}\right)}.
- 最後の一つは 2 < |z| < ∞, なる無限アニュラス上で定義されるものである：
{\displaystyle f(z)={\frac {1+2i}{5}}\sum _{k=1}^{\infty }{\frac {1-(2i)^{k-1}}{z^{k}}}}.

r = 0 の場合というのは、つまり一点 c においてのみ定義されないかも知れない正則関数 f(z) の場合であるが、特に重要である。そのような関数のローラン展開における −1 番目の係数 a-1 は関数 f(z) の特異点 c における（微分形式 f(z)dz の）留数と呼ばれ、留数定理における重要な役割を演じる。
例えば、関数
{\displaystyle f(z)={e^{z} \over z}+e^{1 \over z}}
を考える。この関数は z = 0 を除いた各点で正則である。中心 c = 0 に関するローラン展開を決定するために、指数関数のテイラー展開を利用すると
{\displaystyle f(z)=\cdots +\left({1 \over 3!}\right)z^{-3}+\left({1 \over 2!}\right)z^{-2}+2z^{-1}+2+\left({1 \over 2!}\right)z+\left({1 \over 3!}\right)z^{2}+\left({1 \over 4!}\right)z^{3}+\cdots }
なる展開を得る。したがって留数が 2 であることが見てとれる。

## 形式ローラン級数
ローラン級数の収束性を問題にすることなく形式ローラン級数 (formal Laurent series) は定義される。係数 ak は適当な可換環 K から取ることができる。この場合、負冪の項はその係数が有限個の例外を除き 0 であるもののみを扱う。また特に、中心を 0 にとる。つまり、K に係数を持つ形式ローラン級数とは K 内の適当な（多くは負の）整数 N から添字をはじめる数列 (an)n=N,N+1,N+2,... によって定まる級数
{\displaystyle \sum _{n=N}^{\infty }a_{n}x^{n}}
のことである。これを、紛れのおそれの無い場合には
{\displaystyle \sum _{n=-\infty }^{\infty }a_{n}x^{n}}
と記す。正冪の項も有限個の例外を除いたすべての係数が 0 であるとき、つまり正冪部分が多項式であるような形式ローラン級数をローラン多項式 (Laurent polynomial) という。
二つの形式ローラン級数が等しいというのは、全ての係数が数列として互いに等しいときである：
{\displaystyle \sum _{n=-\infty }^{\infty }a_{n}x^{n}=\sum _{n=-\infty }^{\infty }b_{n}x^{n}\iff a_{n}=b_{n}{\mbox{ for any }}n.}
係数環 K 上で x を不定元として定義される形式ローラン級数の全体を K((x)) と記す。
{\displaystyle K(\!(x)\!):=\left\{\sum _{n=N}^{\infty }a_{n}x^{n}\mid a_{n}\in K,\,N\in \mathbb {Z} \right\}}
二つの形式ローラン級数の和は各項の係数和 を係数とするローラン級数
{\displaystyle \left(\sum _{n=-\infty }^{\infty }a_{n}x^{n}\right)+\left(\sum _{n=-\infty }^{\infty }b_{n}x^{n}\right):=\sum _{n=-\infty }^{\infty }(a_{n}+b_{n})x^{n}}
として定義される。また、二つのローラン級数の係数列の畳み込み
{\displaystyle c_{n}:=\sum _{i+j=n}a_{i}b_{j}}
を係数として持つローラン級数
{\displaystyle \left(\sum _{n=-\infty }^{\infty }a_{n}x^{n}\right)\left(\sum _{n=-\infty }^{\infty }b_{n}x^{n}\right):=\sum _{n=-\infty }^{\infty }c_{n}x^{n}}
として積が定まる。ここで、畳み込みが実質的有限和として確定の値を持つために負冪の項の有限性が本質的に効いてくる。この二つの演算に関して K((x)) は可換環となる。さらに c ∈ K に対して
{\displaystyle c\cdot \left(\sum _{n=-\infty }^{\infty }a_{n}x^{n}\right):=\sum _{n=-\infty }^{\infty }(ca_{n})x^{n}}
によってスカラー倍を定めると K((x)) は K 上の多元環となる。
さらに K が体であるならば、K 上の形式冪級数環 K[[x]] は整域であるからその商体が考えられるが、それは K((x)) に一致する。すなわち、体 K 上で定義された K((x)) は多元体であり、これを形式ローラン級数体あるいは単にローラン級数体と呼ぶ。特に有限体上のローラン級数体は局所体の重要な例である。